# Amblimont
Amblimont korábbi község Franciaországban, Ardennes megyében. Lakosainak száma 216 fő (2018. január 1.). Amblimont Euilly-et-Lombut, Mairy, Mouzon és Villers-devant-Mouzon községekkel határos.
2016. január 1-jén Mouzon korábbi községgel egyesült és az így létrejött Mouzon új község része lett.

## Népesség
A település népességének változása:
| Lakosok száma | 179  | 150  | 159  | 164  | 143  | 144  | 163  | 192  | 219  | 216  |
|               | 1962 | 1968 | 1982 | 1990 | 1999 | 2008 | 2011 | 2013 | 2017 | 2018 |